# Vijayanagar
Vijayanagar (in kannada ವಿಜಯನಗರ, Vijayanagara) è il nome dell'antica capitale dell'Impero Vijayanagara che all'apice del suo potere si estendeva su buona parte dell'India meridionale e nell'altopiano del Deccan. È situata nel distretto di Bellary, nel nord dello stato indiano del Karnataka.
Fra le sue rovine si trova il complesso di Hampi dichiarato Patrimonio dell'umanità dall'UNESCO.
La maggior parte delle città si trovava sulla riva sud del fiume Tungabhadra. La città venne costruita intorno al centro religioso originale del tempio Virupaksha ad Hampi e fiorì tra il secolo XIV e il secolo XVI, durante lo splendore dell'Impero Vijayanagara.
Nel 1565 nella guerra contro i Sultanati del Deccan l'Impero Vijayanagara subì una grave sconfitta, e la stessa capitale venne occupata, saccheggiata e distrutta.